# Ca n'Aulet
Ca n'Aulet és una masia d'Arbúcies (Selva) inclosa a l'Inventari del Patrimoni Arquitectònic de Catalunya.

## Descripció
Es tracta d'una gran masia documentada antigament però reconstruïda al segle xix. És de planta rectangular, amb coberta a dues vessants a laterals, planta baixa i dos pisos.
La porta principal és rectangular, de fusta amb vidriera, i amb llinda monolítica on es llegeix la inscripció de «Pere Aulet jene del any 1789». A la façana, les obertures principals són quadrangulars també amb llinda monolítica i les finestres de la planta noble són amb balconada de ferro forjat, amb decoració d'ornamentacions en espiral. A la planta baixa, la finestra està protegida per una reixa senzilla. La façana lateral dreta, presenta una galeria d'arcs de mig punt a la planta baixa, fruit d'una reconstrucció del segle xx. Al primer pis, com a la façana, les obertures presenten una balconada i estan envoltades de pedra monolítica. L'últim pis està format per petites finestretes amb teula.
Adossat a la part esquerra de la façana principal, i de forma perpendicular, hi ha un cos de dues plantes, de construcció més moderna, amb les obertures emmarcades amb rajol. La part del porxo fa de garatge, amb entrada d'arc rebaixat i la resta són dependències destinades a diferents usos. Cal destacar les obertures de la planta baixa, amb arc de mig punt, i la galeria del primer pis, amb vidre i barana de gelosia de rajol. A la part de darrere hi ha adossada la masoveria, actualment habitada, i altres edificacions adjuntes que antigament servien per al bestiar. Una d'ella s'ha transformat en casa unifamiliar, en forma de loft. Aquest conjunt d'edificacions forma un clos tancat per un gran mur de pedra, l'obertura del qual és d'arc rebaixat amb frontó triangular al damunt i tres pinacles decoratius. La gran porta és de ferro i conté les inicials «J. A» i la data de «Any 1900».
Al costat del casal, a pocs metres hi ha un altre tancat amb el mateix tipus de mur sense arrebossar, i una altra portalada d'arc rebaixat i fronto a la part superior. La llinda té la data de 1866. Darrere aquest mur sembla haver-hi horts.

## Història
En l'acta de consagració de l'església parroquial de Sant Quirze i Julita d'Arbúcies del 923 apareix el topònim villare Falgarias, avui can Aulet. Les notícies del mas es van multiplicant a partir del segle xiv, moment del qual ja disposem de documentació patrimonial. El mas apareix documentat per primera vegada al 1284, també es documenta al 1313 en el capbreu dels Castelldosrius.
En un document del segle xiv del mas Aulet hi consta la senyoria que hi tenia el monestir de Sant Pere Cercada sobre la parròquia de Joanet. També el trobem documentat en el fogatge de la Batllia de n'Orri de 1515. Antigament era anomenat mas Falgueres.
Apareix en el Cadastre de 1743 i de 1800, i també s'esmenta en el llistat de cases de pagès elaborat pel rector l'any 1826. Al padró de 1883 apareix habitada per una família de 7 membres, l'any 1940 hi consten dues famílies una de 1 persona i altra de 5. Juli Serra el cita en la documentació del mapa del Montseny de 1890.